# Ceratellopsis aciculata
Ceratellopsis aciculata är en svampart som först beskrevs av Durieu & Lév., och fick sitt nu gällande namn av Corner 1950. Ceratellopsis aciculata ingår i släktet Ceratellopsis och familjen Gomphaceae.   Inga underarter finns listade i Catalogue of Life.